# مایئائو
مایئائو 
(به تاهیتیایی: Maiʻao) که در زبان‌هایی غیر از تاهیتیایی مایائو نیز بیان می‌شود، یک سازند جزیره‌ای به مساحت ۸٫۸ کیلومتر مربع (۳٫۴ مایل مربع) است که در ۷۸ کیلومتری (۴۸ مایلی) جنوب غربی موئورئا قرار دارد و یکی از جزایر بادگیر 
(به تاهیتیایی: Îles du Vent) از مجمع الجزایر انجمن و در پلی نزی فرانسه است.

## جغرافیا
این جزیره از یک جزیره آتشفشانی که بالاترین
 ارتفاع آن ۱۵۴ متر (۵٬۵ فوت) و یک جزیره مرجانی (یا موتو) تشکیل شده است که در امتداد پایه جزیره مرتفع با آن یکی شده است. این سازند دو کولاب(لاگون)
آب زیاده شور به نام‌های روتو ایتی و روتو راهی را در بر می‌گیرد. این جزیره همچنین دارای یک کولاب در کناره ساحلی خود است. تمامی این کولاب‌ها از طریق کانال‌های باریک به هم متصل می‌شوند. بر اساس سرشماری سال ۲۰۲۲ این جزیره دارای جمعیتی برابرب با ۳۴۳ نفر است.

### گیاهان و جانوران
در حال حاضر هیچ مدرک قابل استناد علمی جامع در مورد پوشش گیاهی مایئائو وجود ندارد. به جز در مناطق باتلاقی تقریباً چیزی از پوشش گیاهی بومی مناطق پایین دست این سازند جزیره ای باقی نمانده است، زیرا در نیمه اول قرن بیستم، پاکسازی گسترده‌ای برای ایجاد مزارع نارگیل انجام شد. کوهپایه‌های با شیب تند مرکز جزیره عمدتاً با گونه‌های درختان و درختچه‌های کم‌رشد و گرمسیری پوشیده شده که با نخل‌پیچ و سرخس در هم آمیخته شده‌اند.
دو گونه پرنده بومی در کولاب‌های مایئائو وجود دارد: حواصیل اقیانوس آرام (نام علمی: Egretta sacra)، پرنده ای از خانواده حواصیل که بومی اقیانوسیه است، و مرغابی سیاه آرام (نام علمی: Anas superciliosa)، که در جنوب غربی اقیانوس آرام فراوان است. علاوه بر این، چندین گونه از پرندگان دریایی در این سازند جزیره ای لانه سازی می‌کنند، از جمله سینه‌بادکنک (نام علمی: Fregatidae)، پرستوی اقیانوسی قهوه‌ای (نام علمی: Anous stolidus) و پرستودریایی سفید (نام علمی: Gygis alba).